# Katolicki Uniwersytet w Lowanium
Katolicki Uniwersytet w Lowanium, Katolicki Uniwersytet Lowański (niderl. Katholieke Universiteit te Leuven, fr. Université catholique de Louvain) − najstarszy uniwersytet w Belgii, założony w 1425 roku, oraz jedna z najważniejszych uczelni katolickich.

## Historia

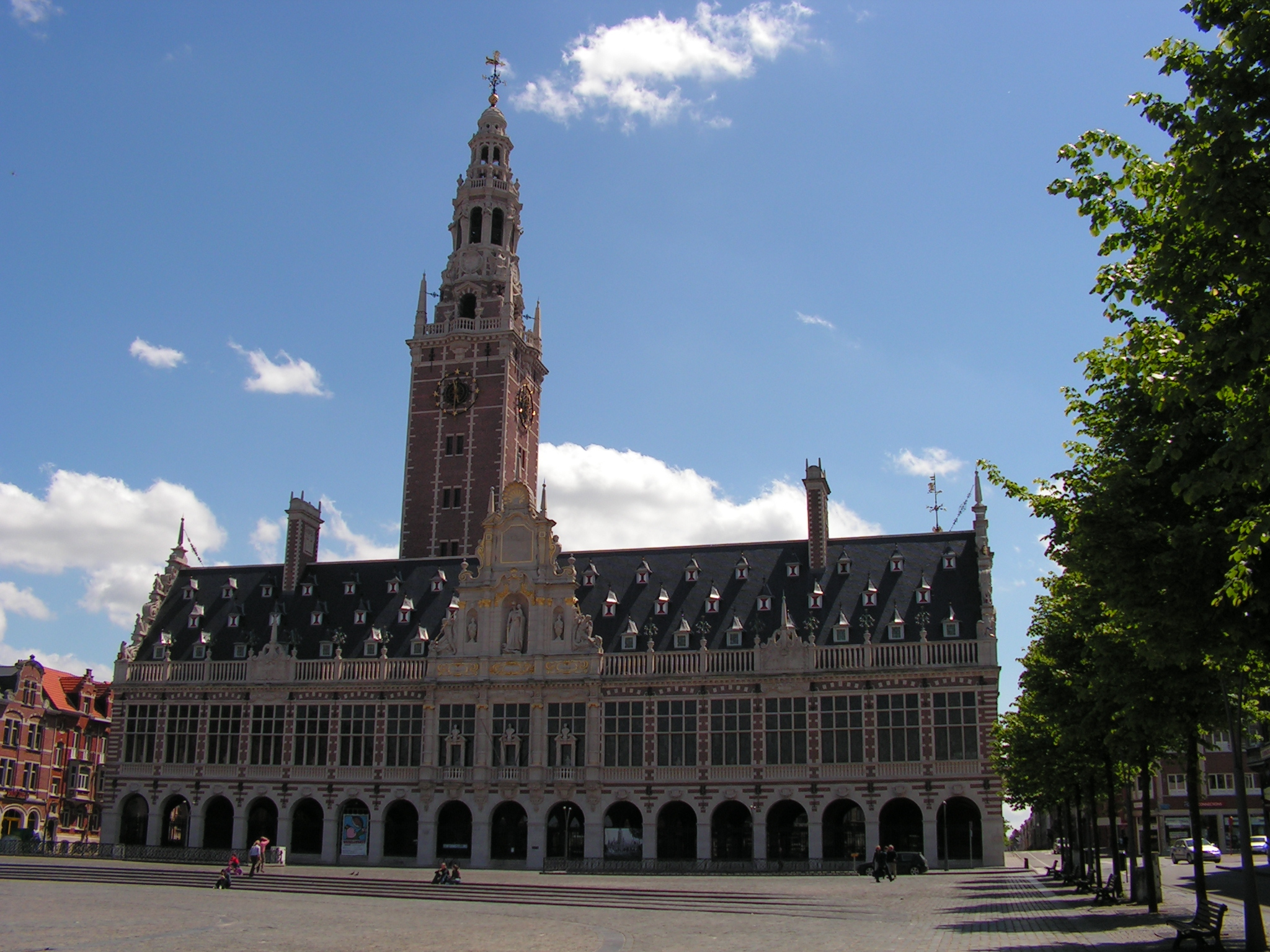
Biblioteka uniwersytecka z 1921

Uniwersytet założył książę Brabancji Jan IV, co zatwierdził bullą z 9 grudnia 1425 papież Marcin V. Szczególny rozkwit uczelnia przeżyła w XVI wieku, gdy związani z nią byli papież Hadrian VI, Erazm z Rotterdamu, Johannes Molanus, Juan Luis Vives, Andreas Vesalius, Ferdinand Verbiest i Gerard Merkator. 
W czasie rewolucji francuskiej uniwersytet zniesiono. Przywrócono go pod rządami holenderskimi, ale jako uczelnię państwową. W 1834 reaktywowano uczelnię katolicką w Mechelen, którą w 1835 przeniesiono do Lowanium, likwidując jednocześnie placówkę państwową. Od chwili reaktywacji uniwersytet był instytucją francuskojęzyczną. W XX wieku wprowadzano stopniowo także język niderlandzki. W 1962 część niderlandzkojęzyczna uzyskała autonomię. 
W 1914 roku Niemcy w czasie I wojny światowej spalili bibliotekę uczelni.
W 1968 podzielono go, w konsekwencji belgijskiej waśni narodowościowej, na dwie niezależne instytucje. Część niderlandzkojęzyczna (Katholieke Universiteit Leuven, KU Leuven) pozostała w Leuven, natomiast część francuskojęzyczną (Université catholique de Louvain, UCLouvain) przeniesiono do zbudowanego specjalnie w tym celu Louvain-la-Neuve.
Sprawa prestiżowego uniwersytetu stanowiła jeden ze szczególnie trudnych aspektów konfliktu flamandzko-walońskiego.